# Wasserhaus (Münchenstein)
Die Wasserhaus-Siedlung ist eine Wohnsiedlung im Quartier Neue Welt von Münchenstein im Gebiet Birseck (Kanton Basel-Landschaft) in der Schweiz.

## Lage

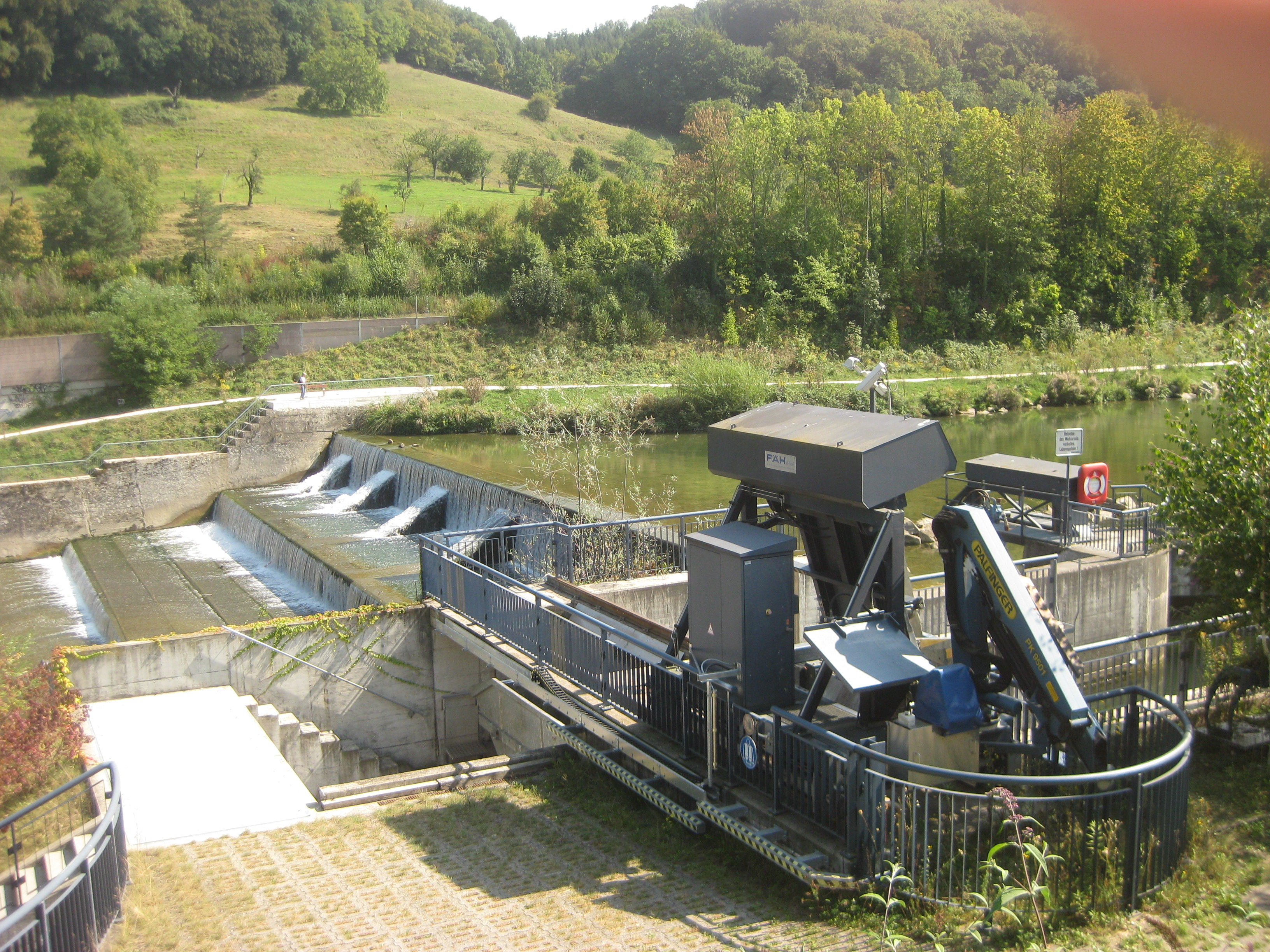
Birswasserfall mit dem Kleinkraftwerk Neuewelt im Vordergrund

Neue Welt ist die Bezeichnung für das Gebiet, das mit der Ansiedlung von Industrie am obersten Teil des St. Alban-Teiches entstand. Der Kanal wurde im 12. Jahrhundert künstlich angelegt.  In den Jahren 1624/25 wurde er aufwärts durch die Brüglinger Ebene in Richtung Münchenstein bis an den Birswasserfall verlängert. Hier wird das Wasser für den Kanal aus der Birs abgezweigt.
Zu Beginn des 20. Jahrhunderts kam die grosse Wende, die Wassernutzung ging als Folge der Elektrifizierung zurück. Heute steht, auch deswegen, an dieser Stelle ein Kleinkraftwerk (Wasserkraftwerk).
Die Siedlung Wasserhaus liegt am linken Birsufer zwischen den Industriebetrieben der Neuen Welt und dem Wasserfall.

## Geschichte

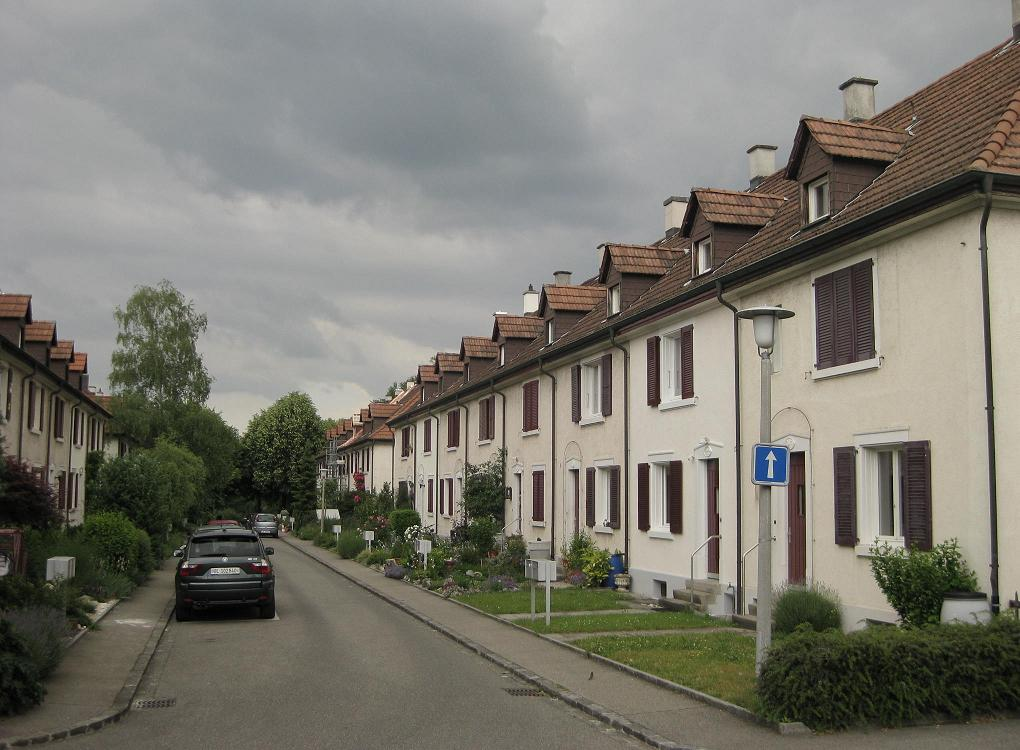
Wasserhaus Wohnsiedlung

Während des 20. Jahrhunderts entwickelte sich der Ballungsraum Basel erstmals über die Kantonsgrenzen hinaus in die Landgemeinden. Kurz nach dem Ersten Weltkrieg erlebten vor allem die Ebenen entlang des linken Birsufers eine intensive Bautätigkeit.
Die Siedlung Wasserhaus wurde von der gleichnamigen Baugenossenschaft errichtet, die aus der Basler Vereinigung für industrielle Landwirtschaft und Innenkolonisation hervorgegangen war. Die Genossenschaft Wasserhaus wurde von Industriellen gegründet. Während des Kriegs widmete sich die Genossenschaft vor allem der Produktion von Nahrungsmitteln, nach Kriegsende dem Wohnungsbau.
Als Entgegenwirken auf die hoffnungslosen hygienischen und sozialen Verhältnisse in den überfüllten Mietskasernen in Baselstadt versuchte man mit der Neubesiedlung der Landschaftsgemeinden auch soziale und ethische Ziele auszukundschaften.
Das Projekt Wasserhaus-Siedlung wurde nicht vom Bund subventioniert, sondern von regionalen Industrieunternehmen finanziert und organisiert. Die Siedlung stellte eine privatwirtschaftliche Alternative zur gleichzeitig gebauten und vom Bund finanzierten Siedlung Freidorf in Muttenz dar. Die 1919–1921 erbaute Siedlung Freidorf vom Bauhausarchitekten Hannes Meyer ist einer der bedeutendsten Siedlungsbauten der Schweiz aus der Zeit zwischen dem Ersten und Zweiten Weltkrieg. Diese Einfamilienhausquartiere zeichneten sich durch eine hohe Wohnqualität aus, auch deshalb, weil sie ausführlich durchgrünt waren. Die Siedlung Wasserhaus gilt auch heute noch als Modellfall.

## Architektur

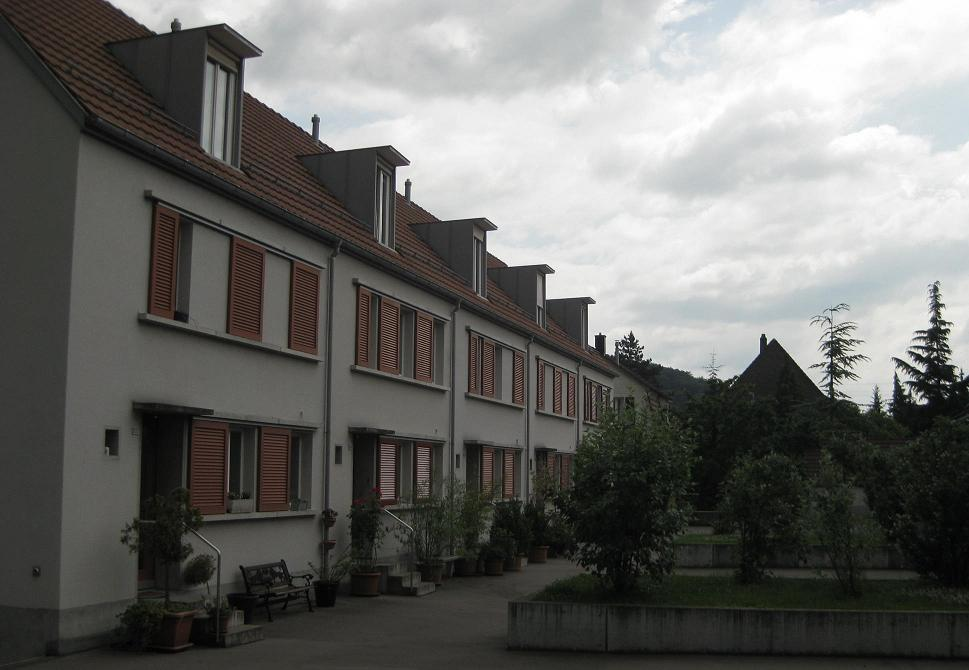
Wasserhaus Wohnsiedlung, die Erweiterung

Auf der Basis von Entwürfen von Hans Bernoulli wurden die Pläne durch den Architekten Wilhelm Eduard Brodtbeck aus Liestal ausgearbeitet. Das erste Projekt sah eine klar strukturierte Siedlung mit 100 Häusern vor. Der Mittelpunkt der Siedlung sollte ein rechteckiges Gemeinschaftshaus sein, das zusammen mit einem Begegnungsplatz von Bäumen umgeben sein sollte. Aus finanziellen Gründen konnte 1920/21 nur ein Teil dieses Planes ohne die verbindenden zentralen Elemente verwirklicht werden.
Der originale Bebauungsplan basierte auf zwei parallelen Erschliessungsstrassen, welche beiderseits von acht Häuserblöcken gesäumt wurden. Die Nord-Süd-Ausrichtung der Strassen ergab eine optimale Besonnung der Häuser. Zwischen den Häuserblöcken lagen tiefe Streifen mit einer Doppelreihe Gärten. Das erste Projekt sah neben der Siedlung auch eine grosse Parzelle für den Gartenbau vor. Auf diesem „Pflanzland“ wurden 1995–98 weitere Häuser errichtet.

## Persönlichkeiten
Roger Federer verbrachte seine Kindheit in den Basler Vororten Riehen und im Wasserhaus (Münchenstein).